# Vilémov (Chomutovi járás)
Vilémov település Csehországban, Chomutovi járásban. Vilémov Radonice, Chbany, Kadaň, Račetice, Veliká Ves, Rokle és Pětipsy településekkel határos. Lakosainak száma 622 fő (2024. január 1.).

## Népesség
A település lakosságának változását az alábbi diagram mutatja:
| Lakosok száma | 1340 | 1640 | 1704 | 895  | 726  | 572  | 582  | 567  | 590  | 622  |
|               | 1869 | 1900 | 1921 | 1961 | 1980 | 2011 | 2016 | 2019 | 2021 | 2024 |